# Andrzej Girtler
Andrzej Girtler (ur. 16 kwietnia 1904 w Borysławiu, zm. 27 lipca 1968 w Krakowie) – polski aktor teatralny i filmowy.

## Życiorys
Początkowo uczył się w Borysławiu, gdzie jego ojciec - Kazimierz Girtler - kierował kopalnią ropy naftowej. Następnie pobierał nauki w Krakowie oraz w Chyrowie, gdzie zdał maturę. W latach 1923–1925 uczył się w krakowskiej Szkole Handlowej, studiował również na I roku prawa. W 1925 roku zaangażował się do zespołu scenicznego Henryka Czarneckiego, z którym występował m.in. w Częstochowie, Piotrkowie Trybunalskim, Radomiu i Kielcach. W latach 1925–1926 grał w Teatrze Miejskim w Sosnowcu.

W latach 1926–1928 uczył się w Miejskiej Szkole Dramatycznej w Krakowie. Następnie, w latach 1926–1927 występował w Teatrze Miejskim w Grudziądzu, a w okresie 1930-1933 był związany z zespołem Reduty, występując m.in. w Warszawie i Wilnie. W 1933 roku, wskutek śmierci ojca i ciężkiej sytuacji finansowej rodziny, został zmuszony do przerwania pracy aktorskiej i powrotu do Borysławia, gdzie podjął prace w Urzędzie Skarbowym, a po wybuchu wojny – w przemyśle naftowym.
Po zakończeniu wojny powrócił do Polski jako repatriant. W latach 1949–1951 grał w Krakowie w Teatrze Młodego Widza. Następnie występował w Teatrze Polskim w Bielsku-Białej i Cieszynie (1952−1953), Teatrze im. Wojciecha Bogusławskiego w Kaliszu (1953−1954 oraz 1959-1961), Teatrze Dramatycznym (im. Adama Mickiewicza) w Częstochowie (1954−1955, 1958-1959), Teatrze Zagłębia w Sosnowcu (1955−1958), Teatrze Ziemi Krakowskiej w Tarnowie (1961–1962), Teatrze im. Wandy Siemaszkowej w Rzeszowie (1962–1966) oraz w Teatr Dolnośląskim w Jeleniej Górze (1966–1968).

## Filmografia
- Faraon (1965) – Ramzes XII, ojciec Ramzesa XIII
- Chudy i inni (1966) – aktor grający "Króla Leara"